# Iceland Foods
Iceland Foods Ltd – brytyjska sieć handlowa zajmująca się sprzedażą detaliczną artykułów spożywczych, głównie mrożonych. Siedziba przedsiębiorstwa znajduje się w Deeside, w Walii.
Przedsiębiorstwo założone zostało w 1970 roku, przez Malcolma Walkera i jego wspólnika, którzy otworzyli sklep w Oswestry, w hrabstwie Shropshire, specjalizujący się w sprzedaży mrożonek.
W 2009 roku sieć Iceland liczyła ponad 700 sklepów na terenie Wielkiej Brytanii.